# Cryptapseudes sankarankuttyi
Cryptapseudes sankarankuttyi är en kräftdjursart som beskrevs av Mihai Bacescu 1976. Cryptapseudes sankarankuttyi ingår i släktet Cryptapseudes och familjen Metapseudidae. Inga underarter finns listade i Catalogue of Life.